# Осуги, Сакаэ
Сакаэ Осуги (яп. 大杉栄 О:суги Сакаэ, 17 января 1885 года, Маругаме, префектура Кагава — 16 сентября 1923 года, Токио) — японский революционер-анархист и социалист.

## Биография
Выходец из самурайского рода. Родился в семье младшего офицера. Учился в Токио сначала в военном училище, которое не окончил (в 1899—1901 годах), а затем, в 1903—1906, в Школе иностранных языков, на отделении французского языка.
В 1903 году становится членом общества японских социалистов Хэйминся (Общество простого народа), развернувшего антивоенную пропаганду. За участие в 1906—1908 годах в организованном японскими социалистами движения в Токио против повышения трамвайной платы, за публикацию антимилитаристских статей во французской газете La Nation, за организацию демонстрации социалистов и анархистов в Токио арестовывался 3 раза и провёл в тюрьме более 2 лет (см. Инцидент с красным флагом).
В 1912 году становится редактором сначала журнала Киндай сисо («Современная идеология»), а затем газеты Хэймин синбун («Народная газета»). В 1919 году создал в Токио общество пропаганды анархизма среди рабочих. В октябре 1920 года нелегально выехал в Шанхай, где организовал Дальневосточную социалистическую лигу (Кёкуто сякайсюги рэммэй).
В феврале 1923 года участвовал в международном конгрессе анархистов в Берлине. В 1923 году, за участие в праздновании дня 1-го Мая в Париже был арестован на 3 недели и выслан в Японию. Был арестован в Токио и забит до смерти жандармами вместе с сожительницей и партнёром Ито Ноэ и шестилетним племянником. Впоследствии эти события стали известны как Инцидент  Амакасу.
Сакаэ Осуги написал ряд книг и статей. Также перевёл на японский язык несколько работ Петра Кропоткина.

## Сочинения
- Осуги Сакаэ дзэнсю (Полное собрание сочинений Осуги Сакаэ), тт. 1-10, Токио, 1964.